# حديقة الأزبكية

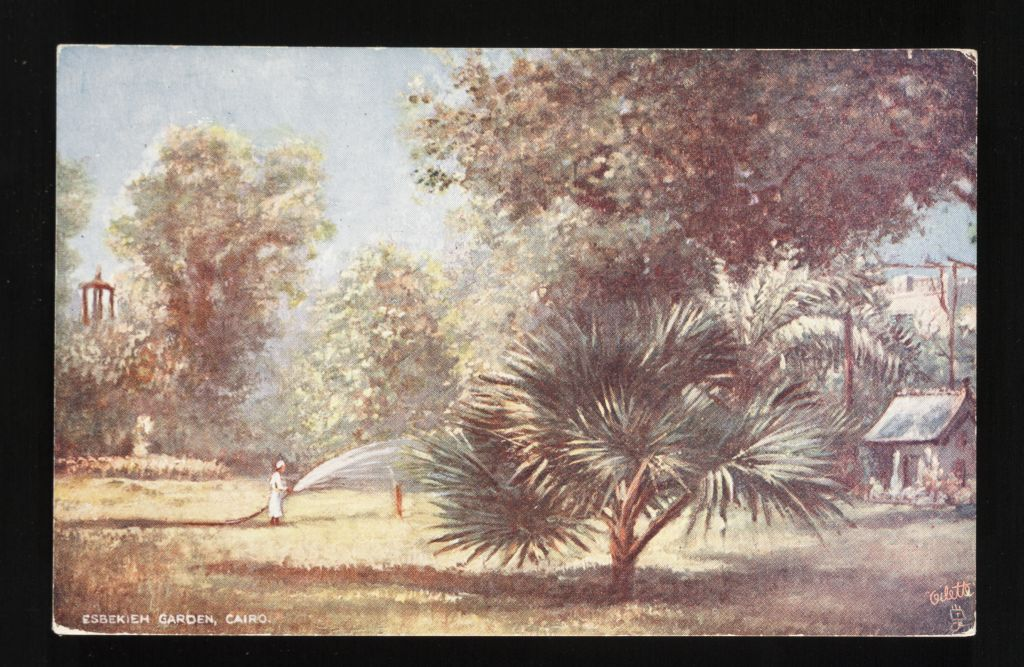
صورة قديمة غير مؤرخة لجنايني يسقي نباتات حديقة الأزبكية

حديقة الأزبكية أحد أعرق الحدائق النباتية في مصر. في عام 1864م تم ردم البركة التي كانت تتوسط الميدان، وأنشئ في نفس مكانها عام 1872م حديقة الأزبكية على يد المهندس الفرنسي «باريل ديشان بك»، على مساحة 18 فدانا أحيطت بسور من البناء والحديد وفتحت بها أبواب من الجهات الأربع.
وأقام الخديوي إسماعيل في طرف الأزبكية الجنوبي مسرحين هما المسرح الكوميدي الفرنسي الذي إنشئ في 2 نوفمبر 1867م وافتتح في 4 يناير 1868م تحت إدارة الخواجة منسي، ودار الأوبرا الخديوية، وبعد الانتهاء من تشجير الحديقة وتزيينها وإنارتها عين الخديو مسيو «باريليه» الفرنسي ناظرًا لها ولجميع المتنزهات الأخرى، وكانت تقام بالحديقة العديد من الاحتفالات الرسمية والشعبية الكبري للأجانب والمصريين، ففي يونيو 1887م تم الاحتفال بعيد الملكة فيكتوريا من قبل الجالية الإنجليزية في مصر، واحتفال الجالية الفرنسية بعيد 14 يوليو،
أما الاحتفالات المصرية في الحديقة فكان أبرزها الاحتفال بعيد الجلوس السلطاني واحتفال الجمعيات الخيرية والمحافل الماسونية، وكانت الموسيقي العسكرية تعزف في الاحتفال الأول، إلي جانب إقامة السرادقات في احتفالات الجمعيات وحفلات المطربين، وأشهرهم الشيخ يوسف المنيلاوي وعبده الحامولي، ومحمد عثمان.
أما في عهد وزارة «نوبار باشا»، فقد تم استخدام قصر العتبة الخضراء كمقر للمحكمة المختلطة، ثم تحول إلى دار القضاء العالي المعروف حاليا في المنطقة التي أطلق عليها ميدان الإسعاف.
وفي منتصف القرن التاسع عشر تم إنشاء مستشفى أهلي بميدان الأزبكية، هذا إلى جانب أنه في منطقة الأزبكية كان مشيدا عدد من الفنادق منها «شبرد» و«الكونتيننتال» بالإضافة إلى «وندسور وإيدن بالاس».
وبعد حريق القاهرة الذي حدث في 26 يناير عام 1952م، طرأت على ميدان الأزبكية تغيرات كثيرة فقد تم نقل مكاتب شركات الطيران التي كانت موجودة بفندق شبرد الذي تم تدميره تماما في الحريق إلى ميدان التحرير، وتم تقسيم ميدان الأزبكية نفسه بمساحته الهائلة إلى أربعة أماكن تضم حاليا مبنى البنك المركزي الجديد، ومحطة بنزين وجراج الجمهورية ومبنيين تابعين لوزارة الشئون الاجتماعية والتأمين الصحي، أما حديقة الأزبكية فقد قسمت هي الأخرى، وشيد على جزء منها سنترال الأوبرا، واخترقها شارع 26 يوليو فقسمها إلى قسمين.

## معرض صور

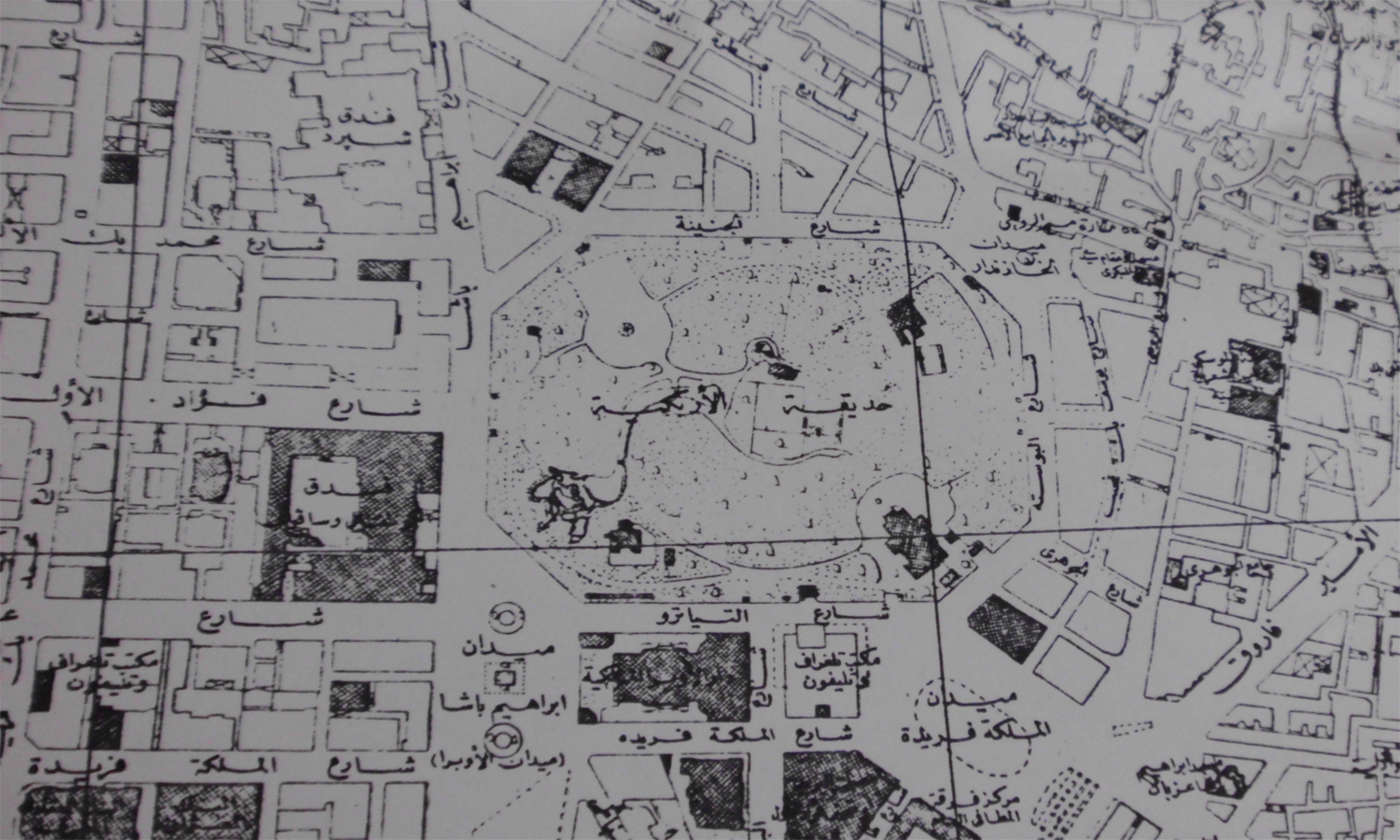
موقع حديقة الازبكية على خريطة للقاهرة في عام 1948
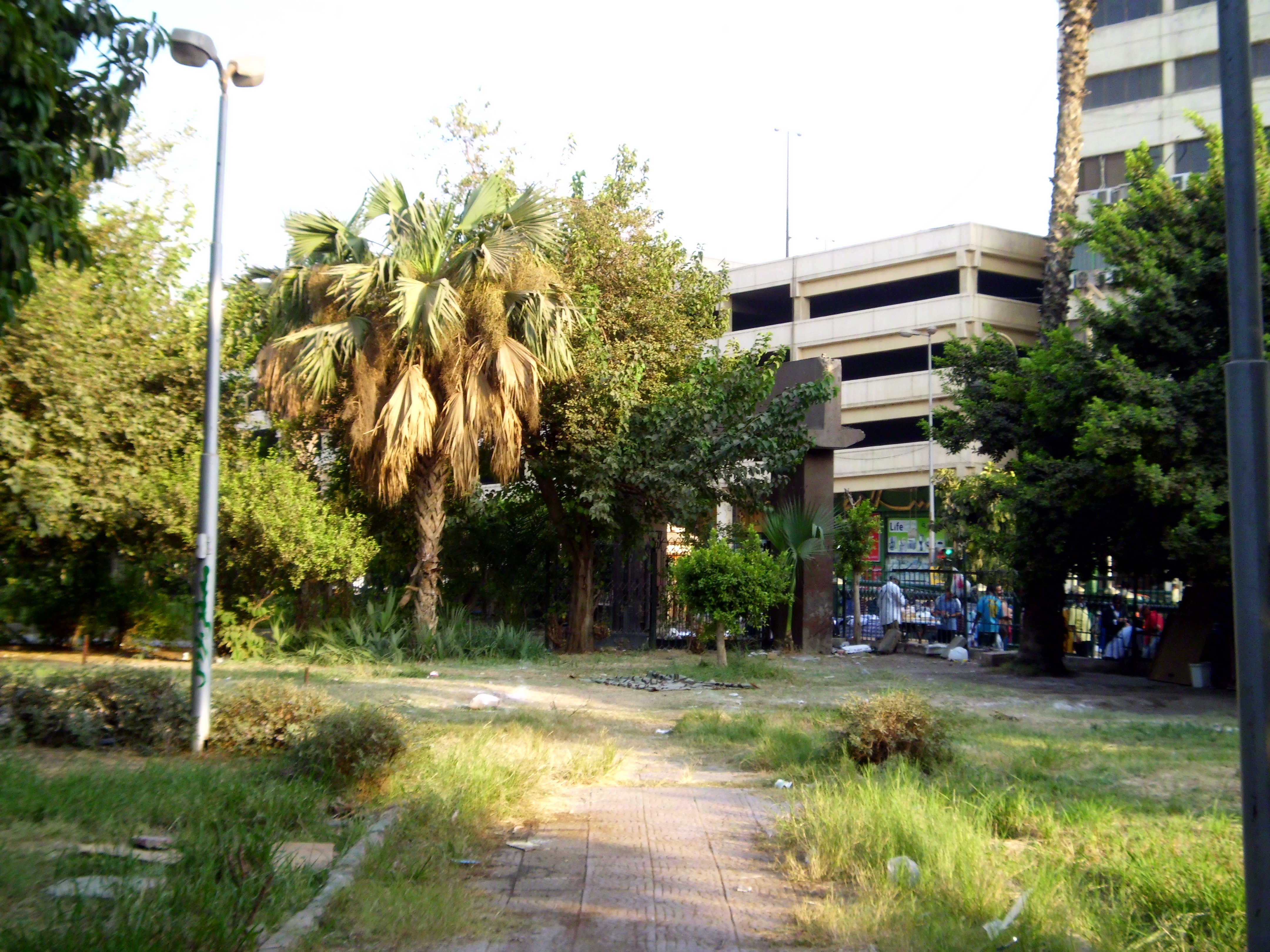
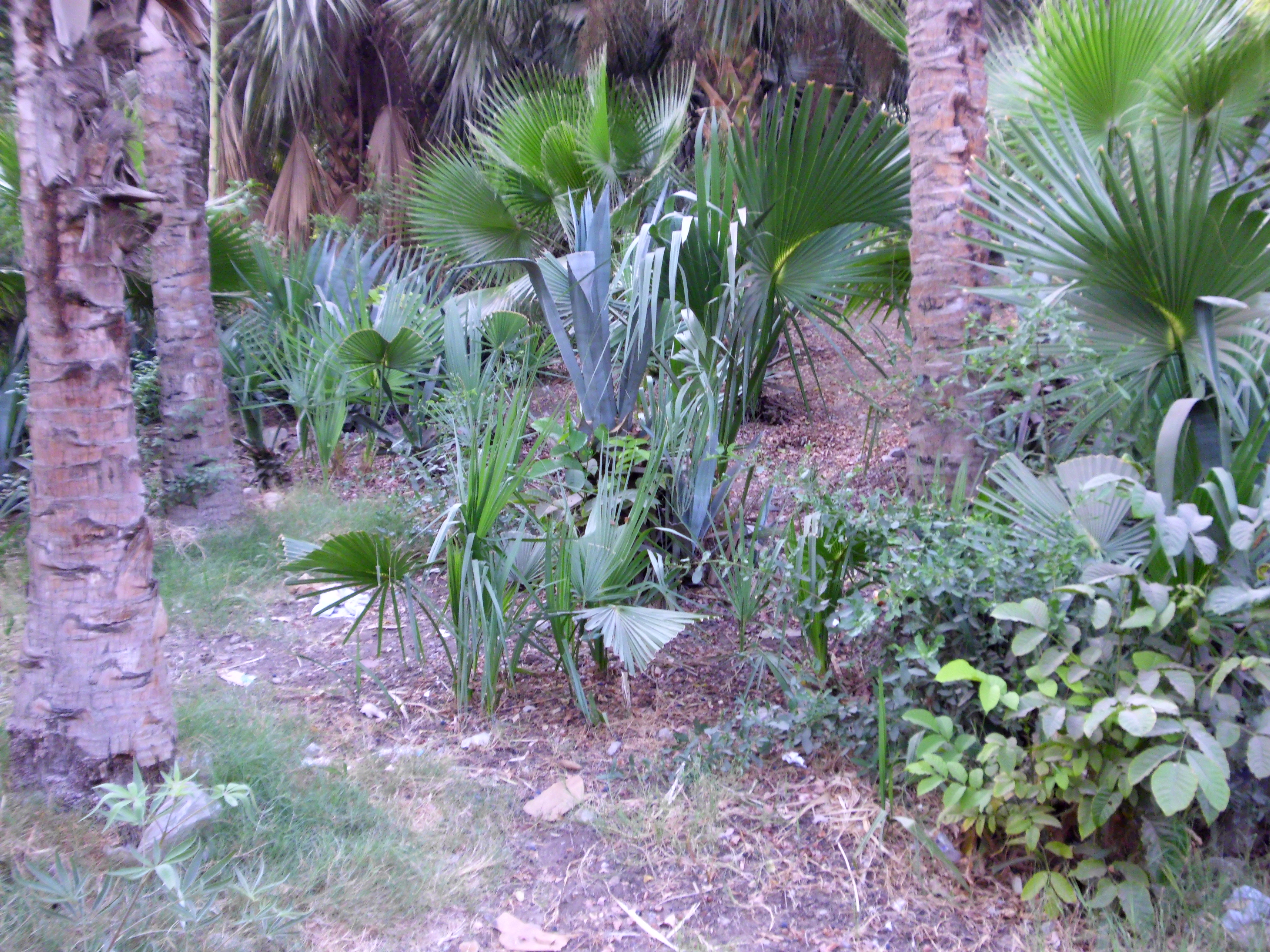
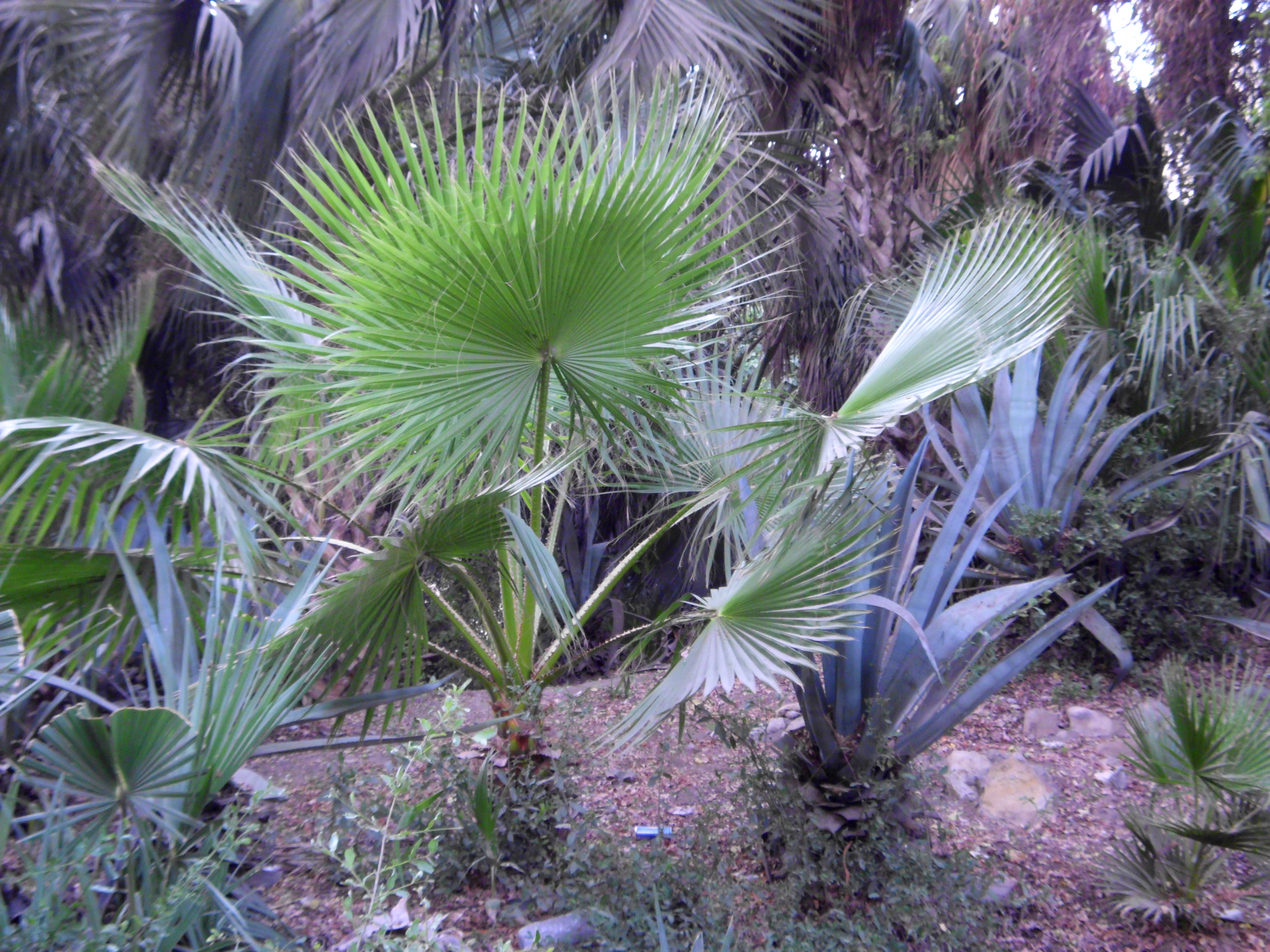
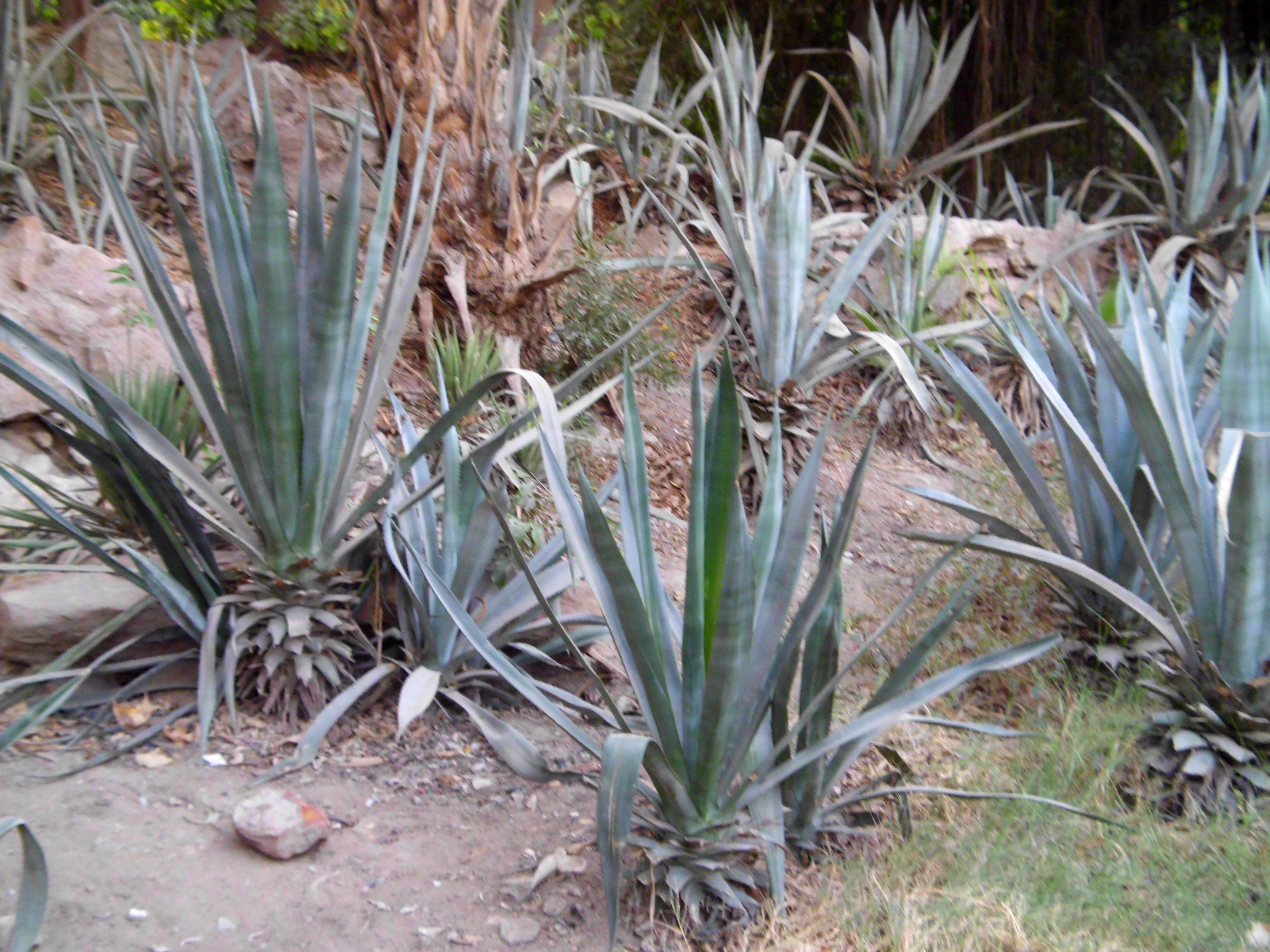
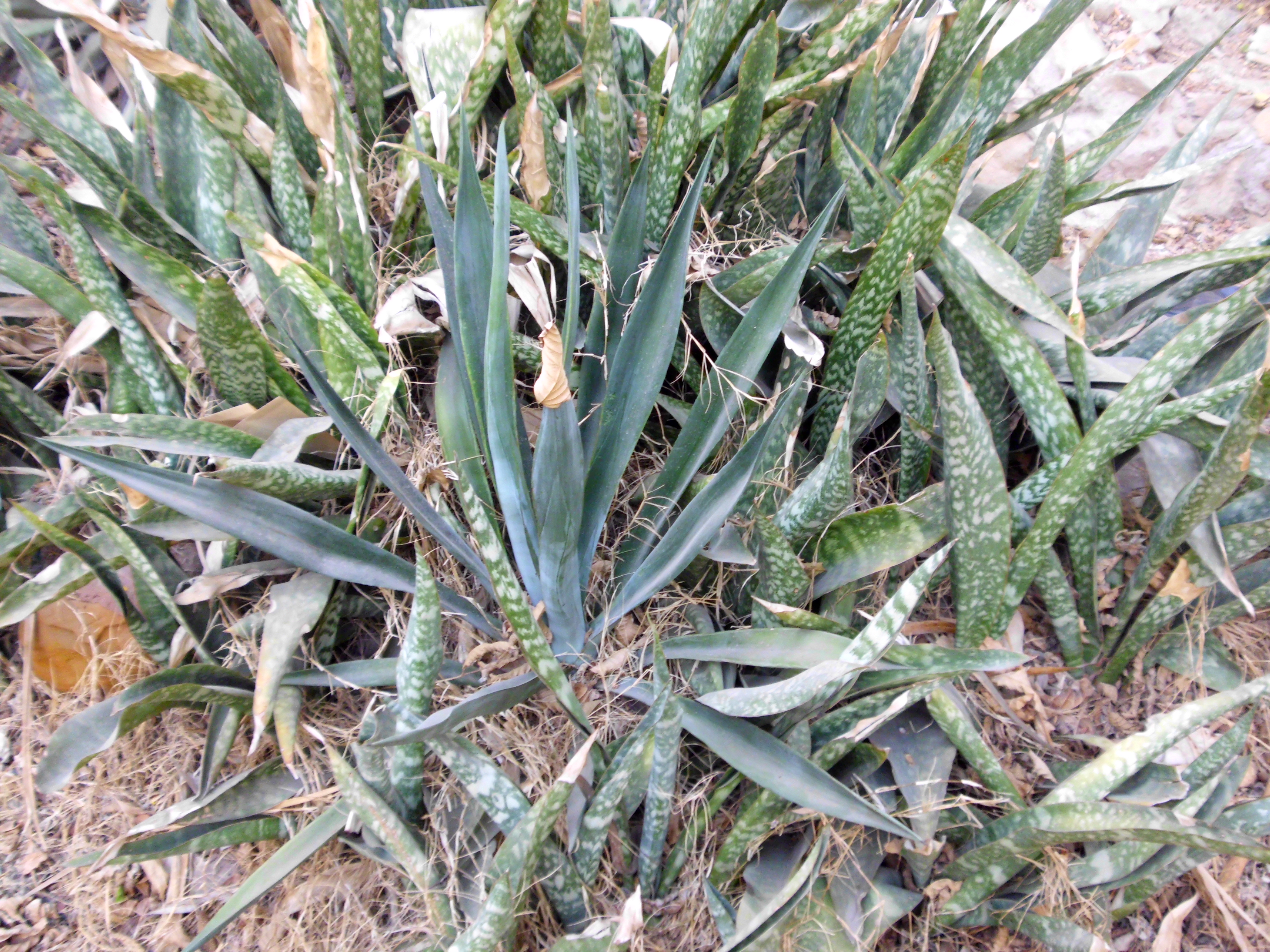
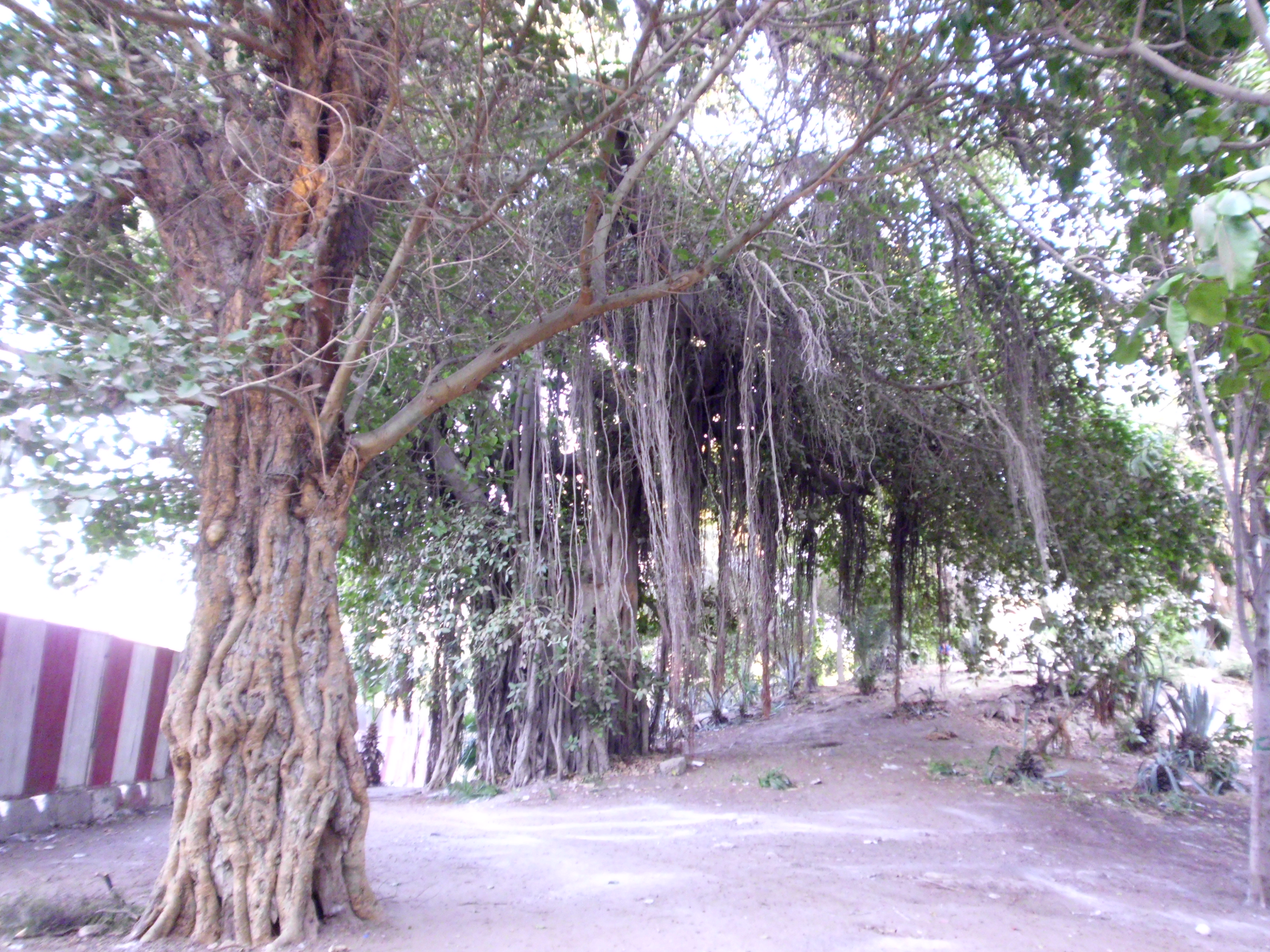